# Christian August Gottschald
Christian August Gottschald, auch Gottschaldt (* 25. September 1754; † 25. Oktober 1812), war Amtmann des sächsischen Amtes Grünhain im sächsischen Erzgebirge sowie Amtspächter und Rentbeamter.

## Leben und Werk
Er war ein Nachkomme des Holzmichls Michael Gottschald und Sohn des Hammerherrn Christian Gottlieb Gottschald in Wildenthal. 1778 wurde er an der Seite seines Vaters als Mitpächter des Amtes Grünhain eingewiesen und übernahm dieses Amt nach dem Ableben des Vaters.
Nach dem Tod des Vaters kam es außerdem zum Rechtsstreit mit dem Hammerwerksbesitzer von Wildenthal, Friedrich Ludwig Gottschald, wegen Erbschaftsdifferenzen.